# Долутегравир/Ламивудин
Долутегравир/Ламивудин, продаваемый под торговой маркой Довато (Dovato), — комбинированный антиретровирусный препарат с фиксированной дозой для лечения ВИЧ/СПИДа. Он содержит долутегравир — ингибитор интегразы, и ламивудин — ингибитор обратной транскриптазы. Принимается внутрь.
Долутегравир останавливает активность фермента, называемого интегразой (и известного как ингибитор интегразы), в то время как ламивудин останавливает активность другого фермента, называемого обратной транскриптазой (и известен как нуклеозидный ингибитор обратной транскриптазы или НИОТ).
Наиболее частыми побочными эффектами являются головная боль, диарея, тошнота (плохое самочувствие) и трудности со сном. Наиболее частыми серьезными побочными эффектами являются аллергические реакции, включая сыпь и серьезные проблемы с печенью.

## Медицинское использование
В ЕС Долутегравир/Ламивудин показан для лечения инфекции вируса иммунодефицита человека типа 1 (ВИЧ-1) у взрослых и подростков старше 12 лет с массой тела не менее 40 кг, при отсутствии известной или предполагаемой устойчивости к классу ингибиторов интегразы. или ламивудину.

## История
Препарат был одобрен для использования в США в апреле 2019 года и в Европейском союзе в июле 2019 года.
Два основных исследования с участием 1441 пациента показали, что комбинация долутегравира и ламивудина также эффективна для снижения количества ВИЧ в крови, как и тройная комбинированная терапия (долутегравир / тенофовир / эмтрицитабин). В этих исследованиях у 91% испытуемых с ВИЧ-1, принимавших комбинацию долутегравир / ламивудин, через 48 недель была неопределяемая вирусная нагрузка (менее 50 копий на мл) по сравнению с 93% тех, кто принимал тройную комбинацию. В обоих исследованиях не было случаев устойчивости к лечению через 48 недель.